# 歐喬

歐喬是匈牙利的城鎮，位於該國中部，由佩斯州負責管轄，面積81.66平方公里，海拔高度311米，2011年人口9,073，其中約四成居民信奉天主教。

## 外部連結
- 官方网站
- Ócsa for tourists （页面存档备份，存于）
- lap.hu links about Ócsáról （页面存档备份，存于）
- Natural protection district near Ócsa
- Aerial images about Ócsa （页面存档备份，存于）
- Street map （页面存档备份，存于） （匈牙利文）